# سفارة الدنمارك في السويد
سفارة الدنمارك في السويد هي أرفع تمثيل دبلوماسي لدولة الدنمارك لدى السويد. تقع السفارة في Norrmalm (borough) ‏ وهي تهدف لتعزيز المصالح الدنماركية في السويد.

## وصلات خارجية
- قائمة سفارات الدنمارك
- قائمة السفارات في السويد